# Repubblica Popolare del Congo
La Repubblica Popolare del Congo (in francese République populaire du Congo) è stato il regime politico monopartitico in vigore nel Congo-Brazzaville dal 31 dicembre 1969 al 15 marzo 1992, quando il Paese fu rinominato in Repubblica del Congo.
Lo Stato fu governato dal Partito Congolese del Lavoro d'ispirazione marxista-leninista.

## Storia

### Instaurazione del regime
Divenuto Presidente della Repubblica del Congo nel 1963, Alphonse Massamba-Débat fu il primo capo di Stato africano a richiamarsi apertamente al marxismo nel 1964, creando un regime monopartitico retto dal Movimento nazionale della rivoluzione.
Massamba-Débat venne eletto segretario generale del Movimento mentre Ambroise Édouard Noumazalaye ne divenne il primo segretario. Il nuovo potere venne sostenuto da una milizia popolare fortemente armata, la défense civile, guidata da Ange Diawara.
Ma nel 1968, la dimensione della contestazione contro il regime costrinse Massamba-Débat a imprigionare uno dei suoi leader, il capitano Marien Ngouabi. Gli oppositori non si placarono e Massamba-Débat dovette concedere l'amnistia dei prigionieri politici, prima di lasciare il potere a settembre dello stesso anno.
Il 31 dicembre Marien Ngouabi diventò il capo di Stato e riaffermò l'orientamento socialista del Paese. L'amministrazione fu centralizzata a Brazzaville e le cariche principali furono occupate dai quadri del Partito Congolese del Lavoro (PCL), che tenne il suo congresso costitutivo nella capitale dal 29 al 31 dicembre 1969. Il Paese assunse inoltre la denominazione ufficiale di "Repubblica Popolare del Congo", adottando la bandiera rossa e un nuovo inno nazionale, Les Trois Glorieuses, in riferimento alle tre giornate di sollevamento popolare che destituirono Fulbert Youlou nell'agosto del 1963. Il PCL fu proclamato come l'unico partito legittimo ad avere il primato sullo Stato: il suo statuto gli permetteva di legiferare e di controllare le decisioni amministrative; il Presidente della Repubblica veniva eletto dal congresso del PCL e la carica di presidente del partito era superiore a quella del capo di Stato.

### Instabilità politica

Bandiera delle forze armate.

Il regime dovette affrontare numerosi tentativi di colpo di Stato: a capo di un commando, il tenente Pierre Kinganga prese il controllo degli edifici della radio e della televisione nazionale congolese il 23 marzo 1970, prima di esser ucciso; il 22 febbraio 1972, il tenente Ange Diawara tentò di prendere il controllo di Brazzaville, prima di prendere le macchie ribelli nella regione di Pool, dove resistette fino agli inizi del 1973. Delle numerose ondate di arresti che coinvolsero le personalità sospettate di essere implicate nei vari tentativi di golpe, vi erano l'ex primo ministro Pascal Lissouba, arrestato a più riprese.
Durante questo periodo, l'economia congolese faceva affidamento essenzialmente sulle esportazioni di materie prime grezze come legno, potassa, petrolio e ferro. Le risorse petrolifere erano modeste, e il Paese era lontano dallo sperimentare la relativa prosperità del vicino Gabon. Le imprese furono nazionalizzate in tutti i settori dello Stato. Il Partito Congolese del Lavoro, ambizioso di istituirsi come stato-partito, esercitò un controllo sul settore privato dell'economia e si appoggiò al sistema delle cooperative. La gestione delle imprese di Stato venne affidata ai membri dirigenti del PCL, nonché ai membri delle loro famiglie ed entourage.
Il 18 marzo 1977, il presidente Marien Ngouabi venne assassinato nella sua residenza. Nello stesso giorno, l’ex capo di Stato e maggior generale dell'esercito, il capitano Luc Kimbouala-Nkaya, sansireno, fu assassinato nella sua casa. L'indomani, fu istituita una giunta militare, il Comité militaire du parti (CMR), per fare ufficio del governo d'urgenza. Nei giorni seguenti, furono uccisi il cardinale Emile Biayenda, arcivescovo di Brazzaville, e l'ex presidente della Repubblica Alphonse Massamba-Débat. Il 5 aprile 1977, il colonnello Joachim Yhombi-Opango divenne presidente della Repubblica, rimanendo in carica fino a febbraio del 1979.

### Presidenza di Denis Sassou-Nguesso

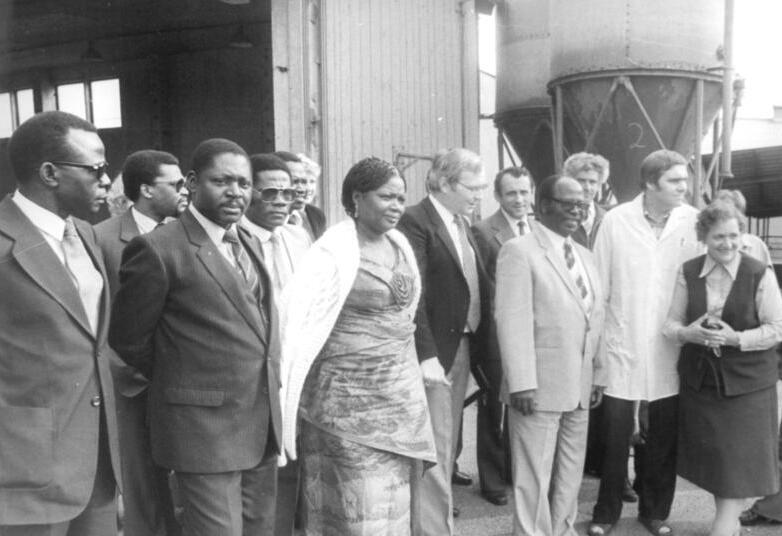
Una delegazione della Repubblica Popolare del Congo in visita in Germania Est nel 1982.

Il 5 febbraio 1979, il colonnello Denis Sassou Nguesso prese il potere con la forza e sciolse il CMR; in seguito descrisse il suo colpo di stato come una "risposta risoluta dell'insieme delle forze di sinistra del nostro Paese contro il potere di destra", con l'intenzione di rompere con "la politica d'irresponsabilità, di dimissione nazionale, dell'oscurantismo e di appiattimento davanti all'imperialismo degli elementi della borghesia burocratica".
Sassou Nguesso si pose come il solo erede legittimo di Marien Ngouabi: la stampa governativa lo presentava come il mokitani ya Marien Ngouabi ("degno successore di Marien Ngouabi" in lingala). In generale, Sassou Nguesso non alterò il sistema della gestione degli affari di Stato avviato da Marien Ngouabi, fondato sul monopartitismo e la centralizzazione dell'attività politica e amministrativa (un sistema noto come "Obumitri" per "l'oligarchia, la burocrazia, il militarismo e il tribalismo"). 
L'8 luglio 1979 venne adottata una nuova costituzione tramite referendum e permise a Sassou-Nguesso di accentrare nelle sue mani le cariche di capo di Stato e presidente del Comitato centrale del PCL. L'articolo 2 della costituzione precisa: 
Nell'articolo 5, veniva specificato che: 

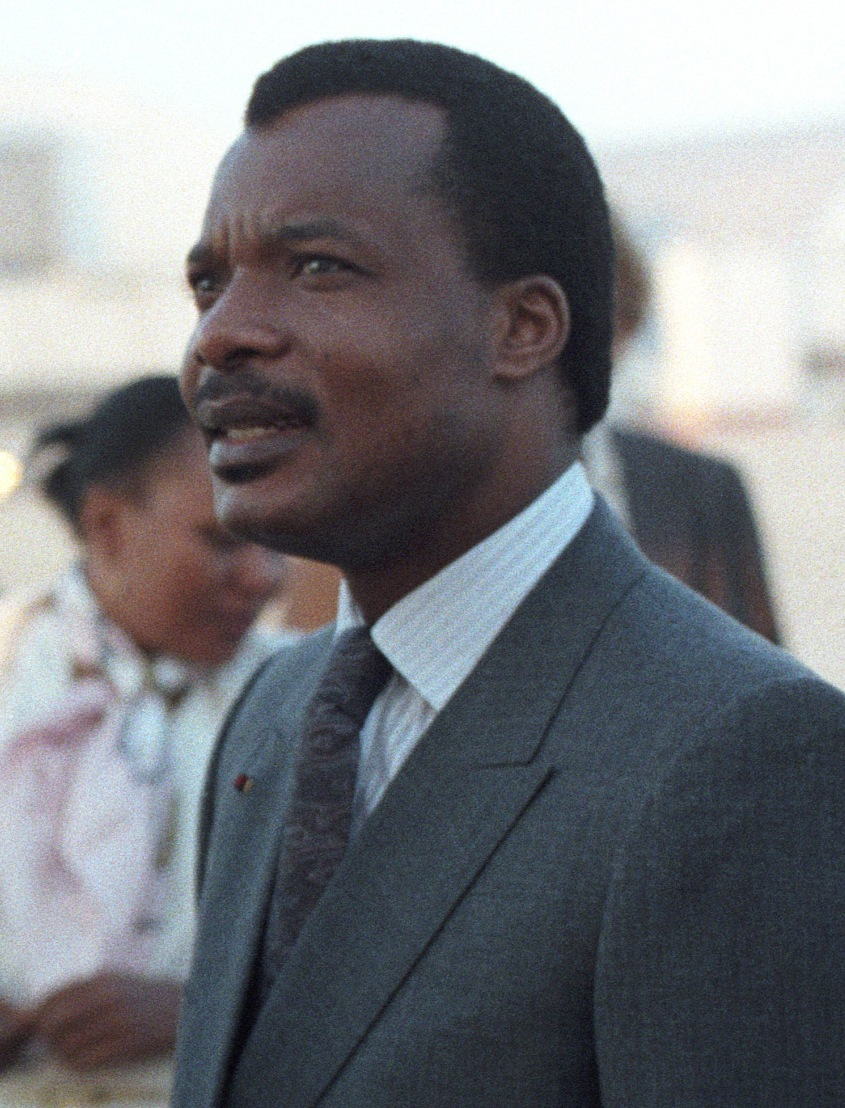
Denis Sassou-Nguesso nel 1986, durante una visita negli Stati Uniti.

La politica seguita da Sassou-Nguesso si concentrò sulla promozione delle diverse etnie del Paese e sullo sviluppo delle infrastrutture, ma non riuscì ad ottenere dei risultati importanti sul piano dell'istruzione e della sanità. La Repubblica Popolare del Congo restò minata dalla corruzione e dall'appropriazione indebita di fondi pubblici, reati rimasti impunti.
Negli anni ottanta, la situazione economica del Paese degenerò drasticamente: le imprese di Stato videro i loro capitali circolanti da 6 a 15 miliardi di franchi CFA tra il 1980 e 1985, e furono vittime di una cattiva gestione e di un effettivo sovradimensionato. La massa salariata del settore assorbiva i due terzi della ricchezza creata.
In materia di politica estera, la Repubblica Popolare del Congo, riconosciuta come Stato dall'URSS assieme agli altri regimi socialisti africani, era sostenuta dai Paesi del blocco orientale: nel 1978, il Congo e l'Unione Sovietica firmarono un trattato che avrebbe garantito l'apertura di una rappresentanza commerciale sovietica nel Paese africano. Nel 1983, l'apparato giudiziario congolese venne riformato sul modello di quello del Benin e della Guinea, ispirati a quello sovietico; la riforma soffrì di un'amministrazione gravose e della mancanza di personale specializzato.
Nel 1987, il presidente Sassou-Nguesso accusò di complotto i parenti del presidente Ngouabi, incluso l'ex aiutante di quest'ultimo, Pierre Anga. Rifiutando tutte le implicazioni, scatenò una ribellione a Owando, al nord del Paese. Anga fu ucciso dopo un anno di tracciamenti durante il quale furono commessi numerosi abusi contro la popolazione civile.

### Processo di transizione
Le tensioni interne si accentuarono verso la fine della prima presidenza di Sassou-Nguesso, in particolare dopo l'adozione di un piano d'aggiustamento strutturale a giugno del 1985 reso necessario da un debito estero fuori controllo. Tra il 9 e l'11 novembre 1985 si verificarono le prime rivolte degli studenti liceali.
Ma il regime non cominciò realmente a perdere il controllo della situazione fino alla metà degli anni novanta. Ad aprile 1990 una commissione del Partito Congolese del Lavoro analizzò gli avvenimenti che avevano portato alle rivoluzioni del 1989 in Europa e le loro eventuali ripercussioni sul Congo. In occasione di una sessione straordinaria dell'Assemblea nazionale popolare, dal 7 maggio al 7 giugno 1990, Sassou-Nguesso dichiarò di voler "mantenere il capo per condurre l'apertura democratica e il cambiamento già iniziato", annunciando il multipartitismo nel Paese e la separazione dei ruoli del partito e dello Stato, poche settimane prima del vertice di La Baule tra la Francia e gli Stati africani.
La Confederazione sindacale congolese (Confédération syndicale congolaise, CSC), presidiata da Jean-Michel Bokamba-Yangouma, che si oppose a un progetto dell'abbassamento dell'età pensionabile dei dipendenti pubblici da 60 a 55 anni, si allontanò poco a poco dal PCL e ottenne la propria indipendenza il 16 settembre 1990. La fine dell'anno fu segnata da numerosi attacchi: l'esercito si schierò a favore del processo di passaggio alla democrazia, pur riaffermando il suo sostegno alla leadership del PCL per evitare una transizione brusca.
La Conferenza nazionale (Conférence nationale) si aprì nel febbraio del 1991 e si proclamò immediatamente sovrana. Presieduta dal vescovo di Owando, monsignor Ernest Kombo, la conferenza riuniva i rappresentanti di Stato, dei partiti politici e delle associazioni delle società civili. Il presidente Sassou-Nguesso vide revocarsi la maggior parte delle sue prerogative ma non fu destituito. Il Consiglio superiore della Repubblica (Conseil supérieur de la République) sostituì l'Assemblea nazionale popolare e l'organizzazione delle elezioni democratiche venne affidata ad un governo di transizione guidato da André Milongo.

### La democrazia
Il 15 marzo 1992, venne approvata una nuova costituzione tramite un referendum che vide il 96,3 % dei sì. La Repubblica Popolare del Congo ritornò ad essere la "Repubblica del Congo". Con le elezioni presidenziali del 16 agosto 1992, Pascal Lissouba divenne il nuovo capo di Stato.
Tuttavia, si verificarono gravi scontri che portarono alla guerra civile del Congo-Brazzaville fino a quando nel 1997, Denis Sassou-Nguesso uscì vittorioso ritornando al potere.